# Aladár Bitskey
Aladár Bitskey (Eger, 18 ottobre 1905 – Eger, 18 marzo 1991) è stato un nuotatore ungherese.
Anche suo fratello Zoltán è stato un nuotatore.

## Carriera
Specializzato nel dorso, ha vinto due medaglie d'argento ai campionati europei.

## Palmarès
- Europei

Bologna 1927: argento nei 100 m dorso.
Parigi 1931: argento nei 100 m dorso.